# 공화국 광장 (베를린)

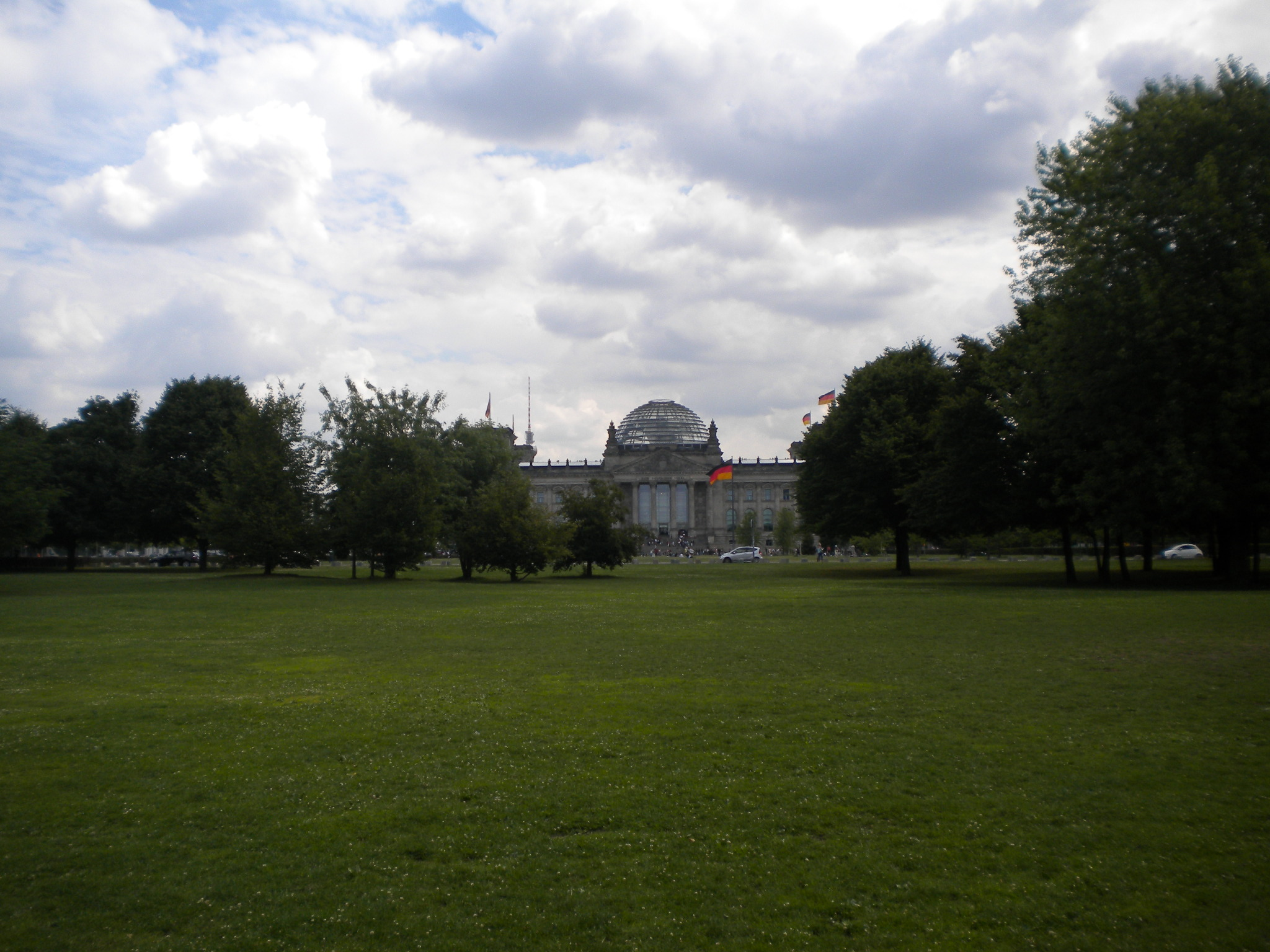
공화국 광장

레푸블리크 광장(독일어: Platz der Republik) 또는 공화국 광장은 독일 베를린에 위치한 광장이다.